# Trần Văn Trà
Pour les articles homonymes, voir Tran (homonyme).
Trần Văn Trà (né en 1918 et mort le 20 avril 1996) est un commandant du Front national de libération du Sud Viêt Nam (FNL) et un membre du comité central du Parti communiste vietnamien de 1960 à 1982 ainsi qu'un lieutenant-général de l'armée populaire vietnamienne pendant les deux guerres d'Indochine.

## Biographie
Il rejoint le Parti communiste indochinois en 1938 et passe ses années pendant la Seconde Guerre mondiale dans une prison française.
En 1946, il commande les troupes communistes pendant la guerre d'Indochine, devenant le vice-commandant de la Cochinchine de 1951 à 1954.
Pendant la guerre du Viêt Nam (connue au Viêt Nam sous le nom de « guerre américaine »), il mène l'attaque contre Saïgon pendant l'offensive du Tết en 1968.
Après la réunification du pays, il devient Ministre de la Défense de la République socialiste du Viêt Nam de 1978 à 1982 avant d'être purgé du parti en raison d'une œuvre où il écrit que le Politburo de Hanoï avait surestimé ses capacités militaires et sous-estimé celles des États-Unis et du Sud-Viêt Nam. Il est placé en résidence surveillée jusqu'à sa mort en 1996.

## Crédits
- (en) Cet article est partiellement ou en totalité issu de l’article de Wikipédia en anglais intitulé « Tran Van Tra » (voir la liste des auteurs).